# Meredith Hunter
Pour les articles homonymes, voir Hunter.
Meredith Hunter, de son nom complet Meredith Curley Hunter Jr. (né le 24 octobre 1951 et mort le 6 décembre 1969), est un étudiant noir de 18 ans tué au cours du festival de musique d'Altamont. 

## Circonstances de la mort
Alors que les Rolling Stones sont en pleine interprétation de la chanson Under My Thumb, Meredith Hunter s'approche de la scène et est violemment repoussé par l'un des membres du club de motards Hells Angels, lesquels étaient chargés de la sécurité du festival. Lors d'une seconde tentative d'approcher la scène, il sort un revolver et le pointe vers la scène ; il est alors poignardé par un des membres de la sécurité, Alan Passaro. L'autopsie montra que Meredith Hunter était sous l'emprise de stupéfiants.
Passaro sera acquitté pour avoir agi en état de légitime défense. 
Après sa mort, Meredith Hunter a été enterré au Skyview Memorial Lawn en Californie. Alan Passaro a lui, vécu également en Californie jusqu'à son décès le 7 avril 1985. Il est enterré à Lost Gatos Memorial Park, également dans ce même État.